# سقف کلیسای سیستین
سقف کلیسای سیستین (انگلیسی: Sistine Chapel ceiling) میان سال‌های ۱۵۰۸ تا ۱۵۱۲ میلادی توسط هنرمند معمار، مجسمه‌ساز و نقّاش ایتالیایی میکل‌آنژ طراحی و نقاشی گردیده که این مجموعه را سنگ بنای هنر رنسانس به‌شمار می‌آوردند. این سقف متعلق به کلیسای سیستین است. کلیسا در واتیکان و در حوالی سال ۱۴۷۷ و ۱۴۸۰ توسط پاپ سیکتوس چهارم ساخته شد. این کلیسای کوچک برای گردهمآیی و بسیاری دیگر از خدمات مهم مورد استفاده قرار می‌گرفت. اتمام فرسکوهای سقف کلیسای سیستین ۴ سال به طول انجامید.
عناصر نقاشی‌های مختلف سقف بخشی از یک طرح کلی و بزرگتر از دکوراسیون داخل نمازخانه است که شامل نقاشی فرسکو داوری نهایی بر روی دیوار محراب می‌گردد. علاوه بر میکل‌آنژ نقاشی‌های دیگری از استادان بزرگ اواخر قرن پانزدهم در این مجموعه دیده می‌شود که از میان آنها می‌توان به آثار ساندرو بوتیچلی، دومنیکو گرلاندایو و پیترو پروجینو اشاره داشت. از میان این مجموعه عظیم، پرده‌های نقش‌دار و دیوارکوب رافائل نیز زینت‌بخش این کلیسای کاتولیک است.
در مرکز سقف این کلیسا، ۹ صحنه از اتفاقات کتاب سفر پیدایش نقش گردیده که بهترین، مشهورترین و شناخته‌شده‌ترین آنها آفرینش آدم می‌باشد. این اثر هنری در داشتن یک جایگاه برابر با مونالیزای لئوناردو دا وینچی قابل مقایسه است.

## زمینه و تاریخ
پاپ ژولیوس دوم، لقب پاپ جنگجو را یدک می‌کشید و این موضوع به آن جهت بود که در دوران ریاستش بر مسند پاپ، مبارزات دامنه‌داری را برای قدرت بخشیدن به ایتالیا، تحت رهبری کلیسا انجام داد. وی سرمایه‌گذاری هدفمندی را برای به نمایش گذاشتن نمادهای قدرت عرفانی انجام داد، همانند تصویر حرکت دسته‌جمعی رهبانان به رهبری وی در آیین موسوم به ظهور روح‌القدس در سبک کلاسیک. در حقیقت، ژولیوس دوم بود که بازسازی‌های کلیسای سن پیترو را در سال ۱۵۰۶ آغاز نمود که از آن به عنوان نمادی از قدرت شکوهمند پاپ یاد می‌گردید. در همان سال ۱۵۰۶، پاپ ژولیوس دوم، برنامه‌ای را برای منقش کردن سقف کلیسای سیستین تدوین نمود. دیوارهای کلیسا در حدود ۲۰ سال پیش تزئین شده بود. دیوارها تا نزدیکی سقف دارای سه بخش مجزا بود و برای پائین‌ترین بخش آنها، به نظر می‌رسید که از پارچه‌های تزئینی استفاده گردیده که البته (گاهی اوقات هنوز هم) در موارد خاص، با مجموعه‌ای از پرده‌های طراحی شده توسط رافائل تزئین می‌گردد.

## نگارخانه

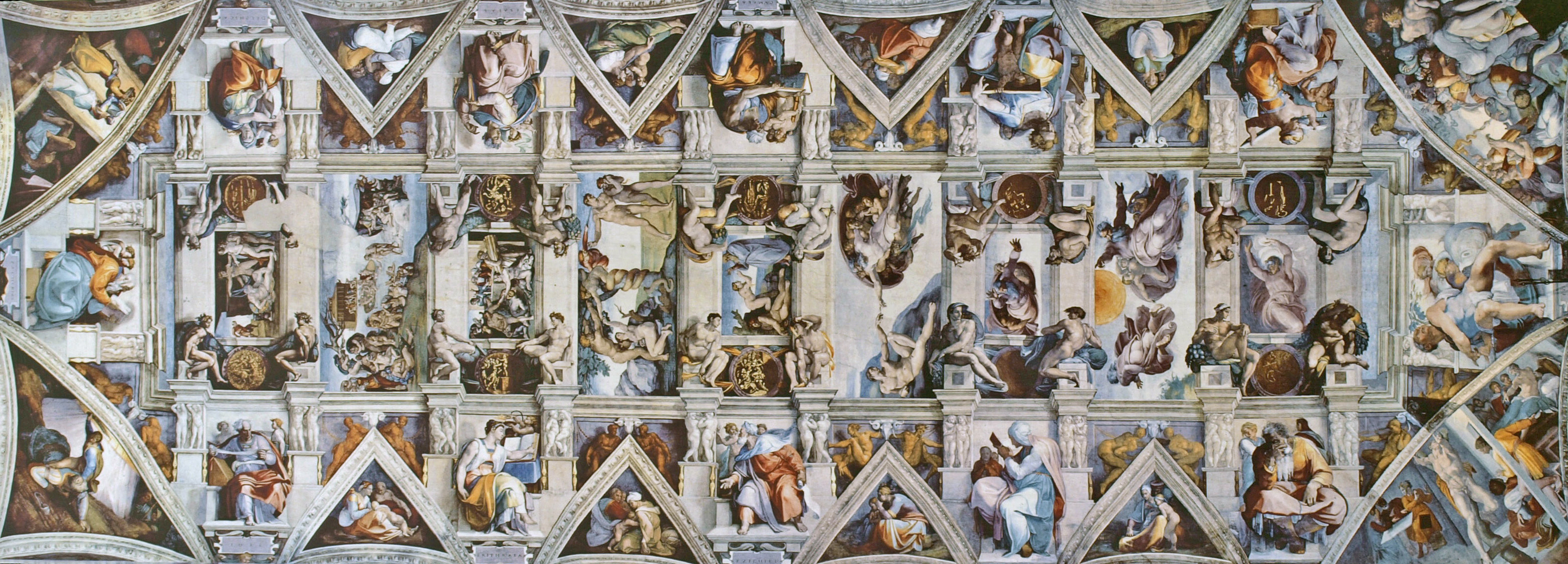
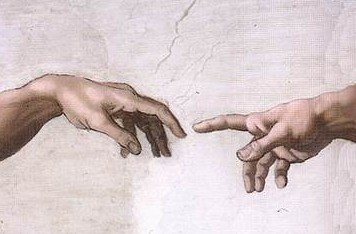
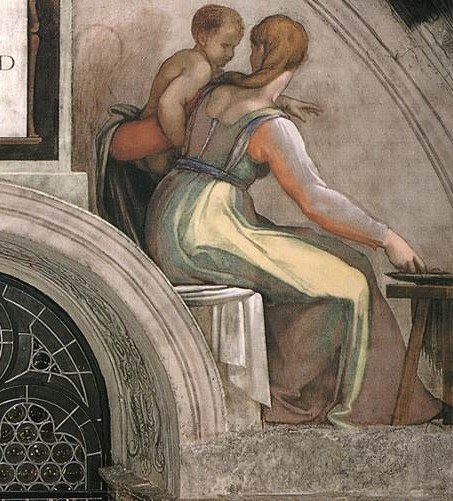
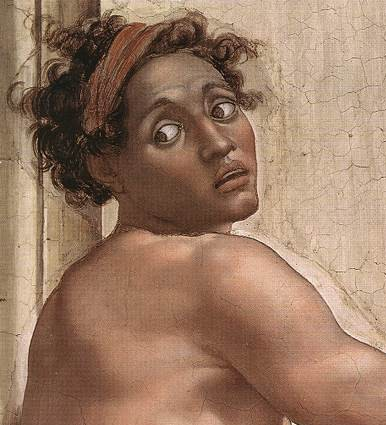
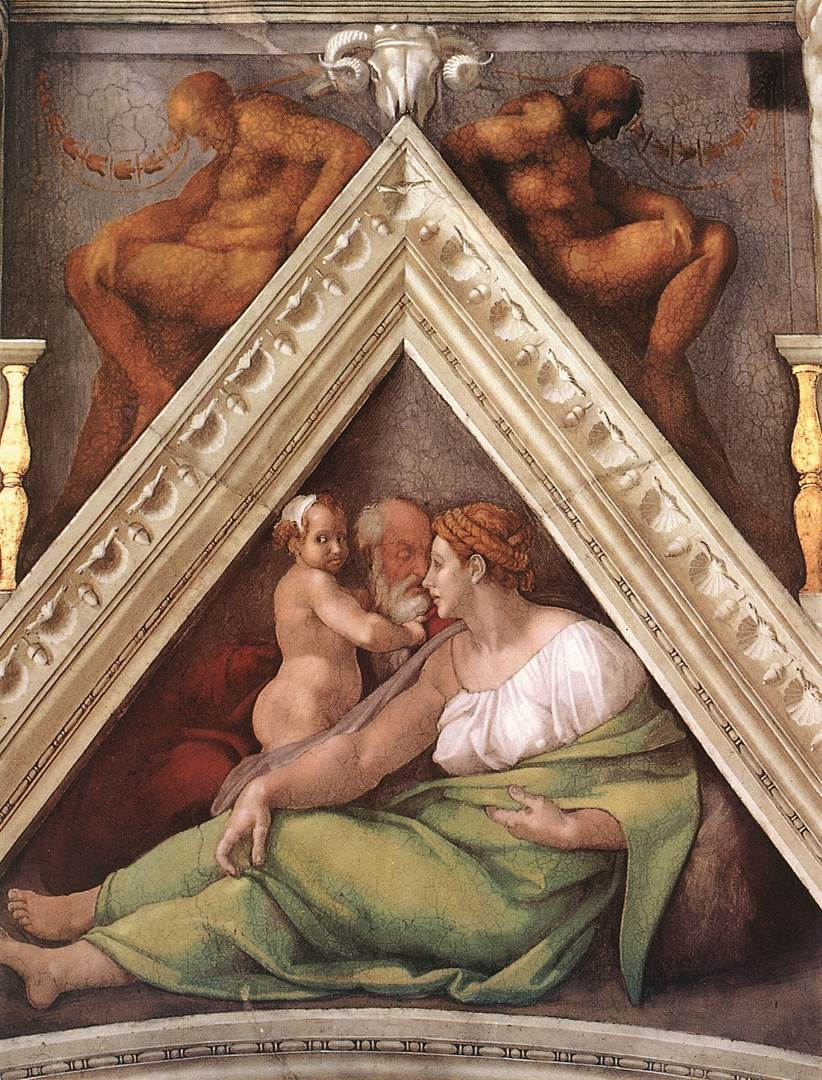
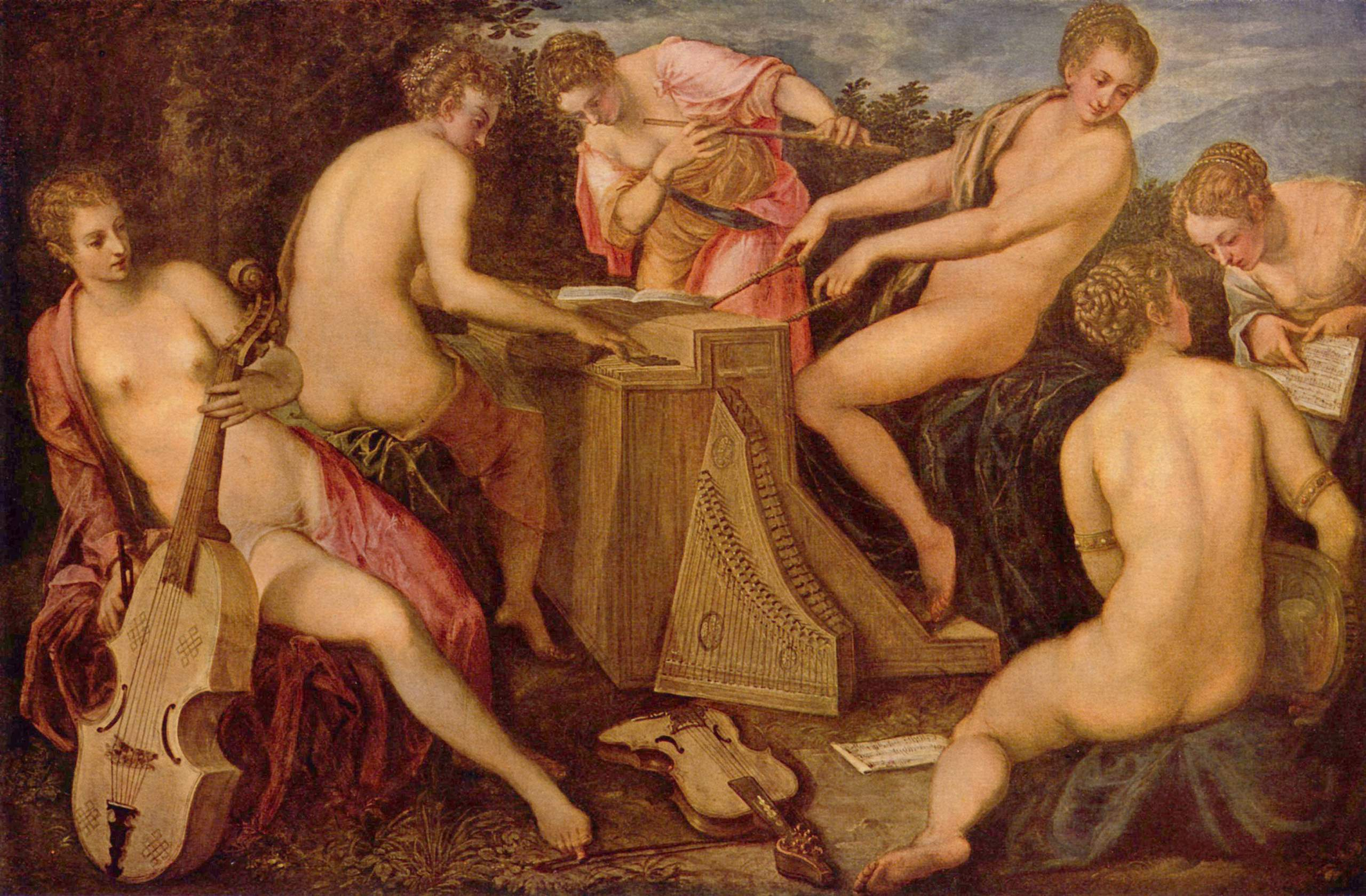
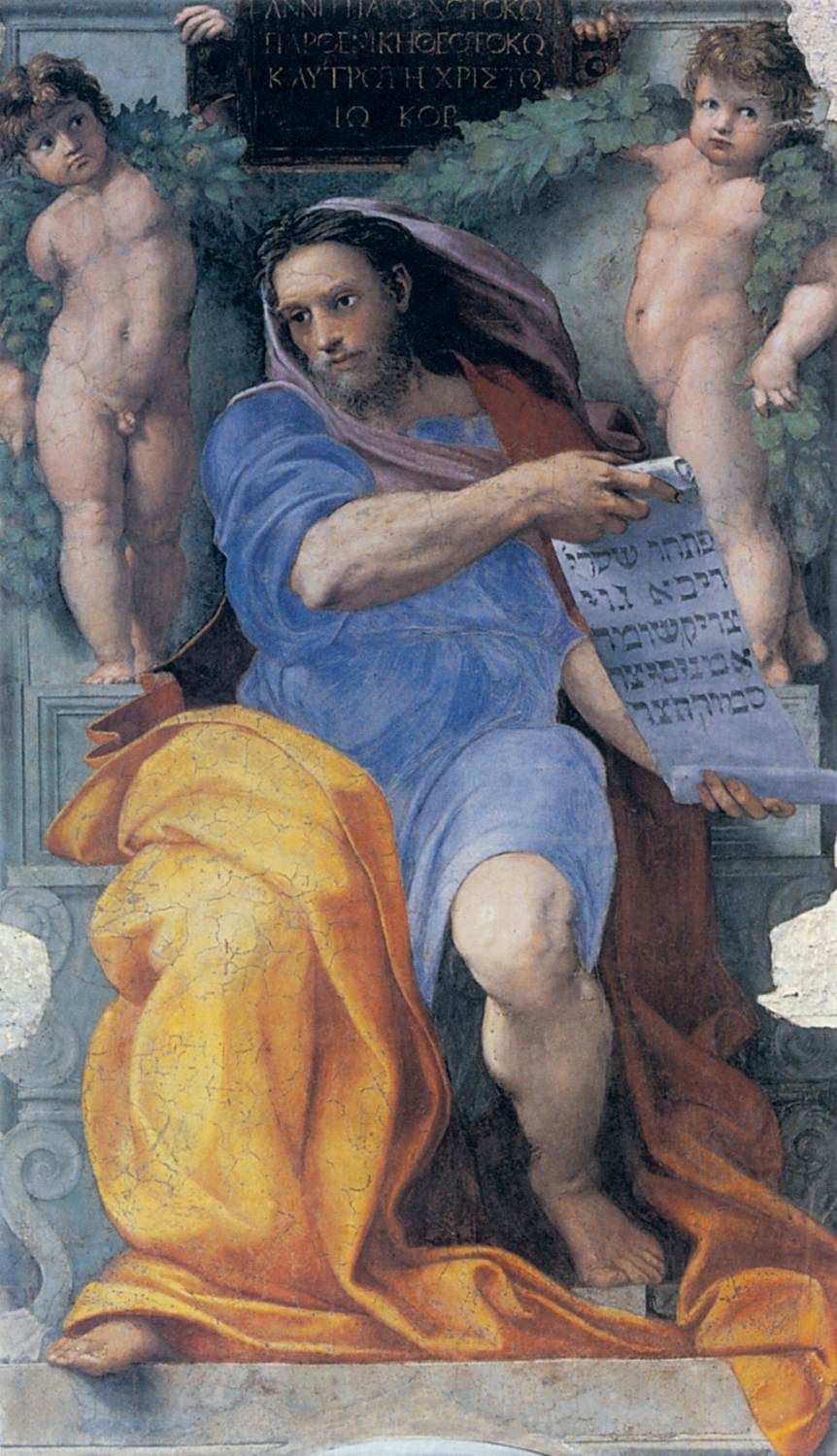
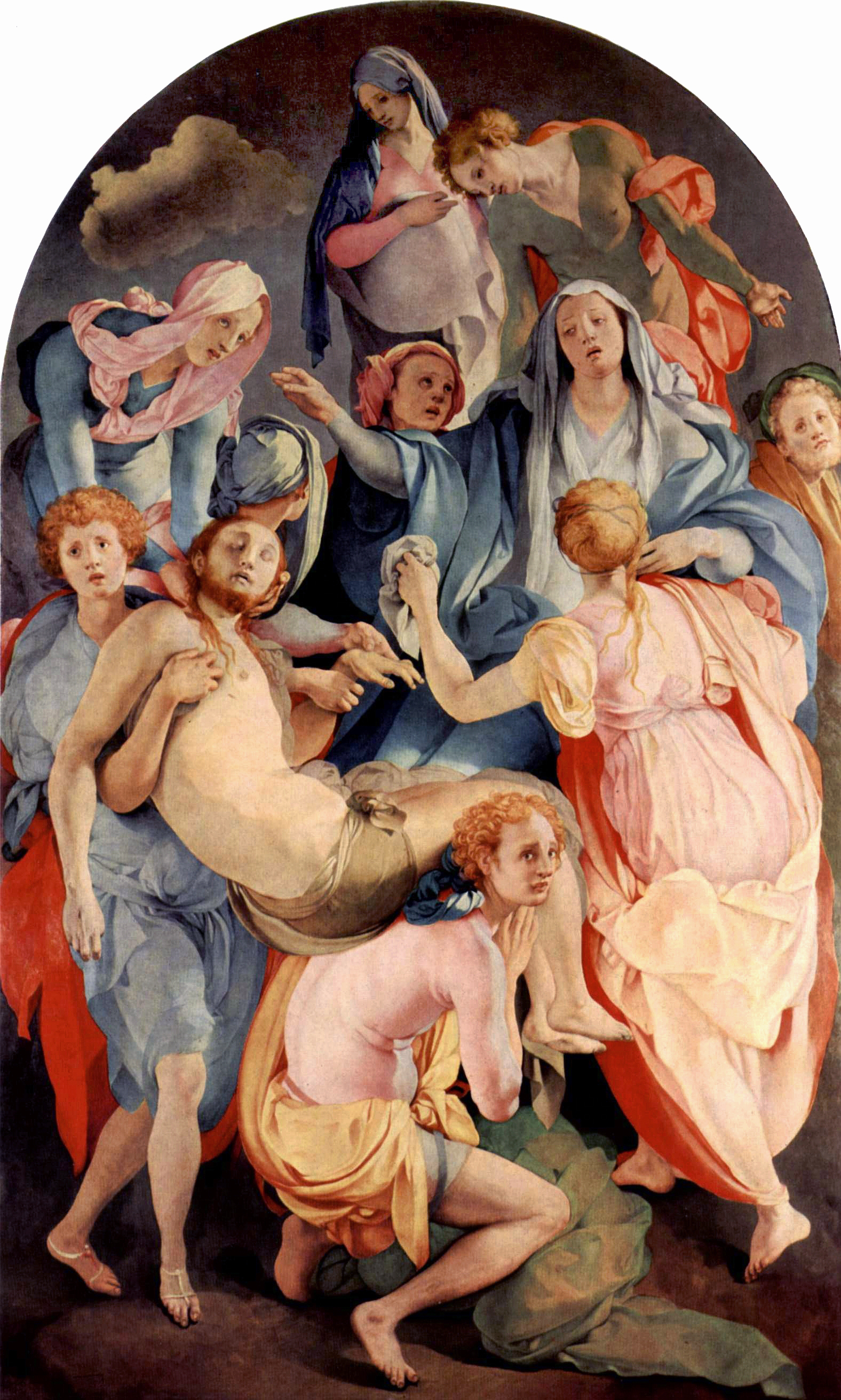
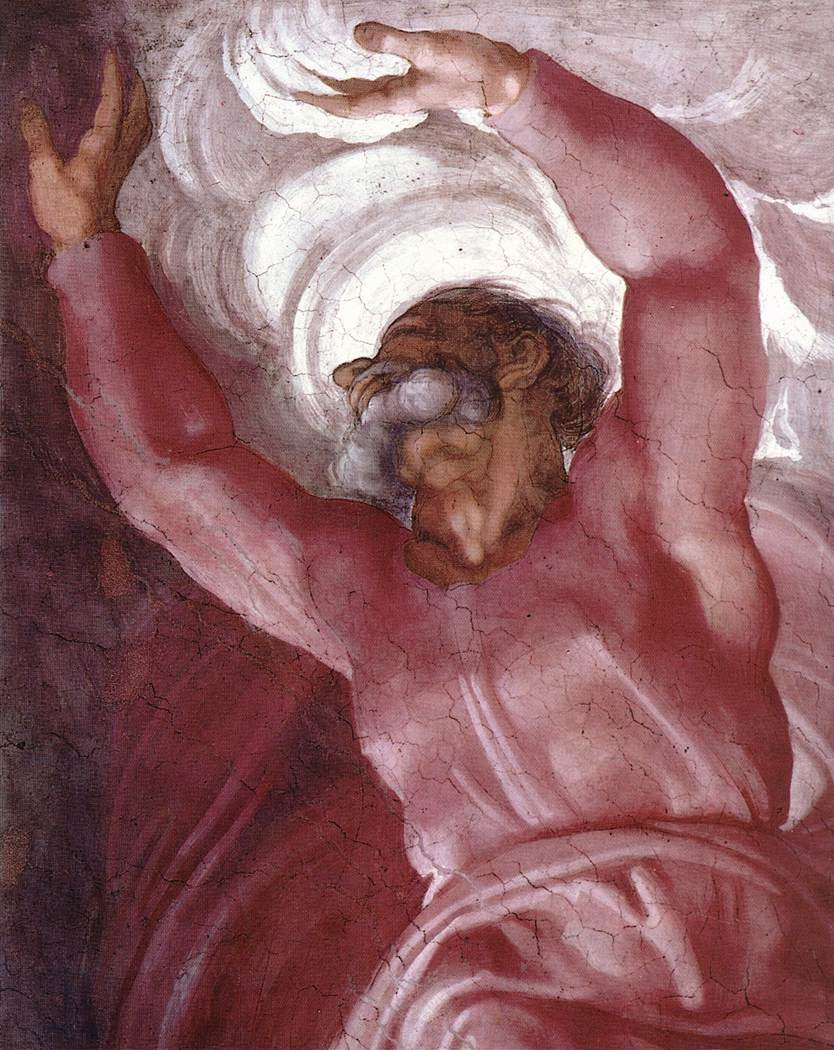
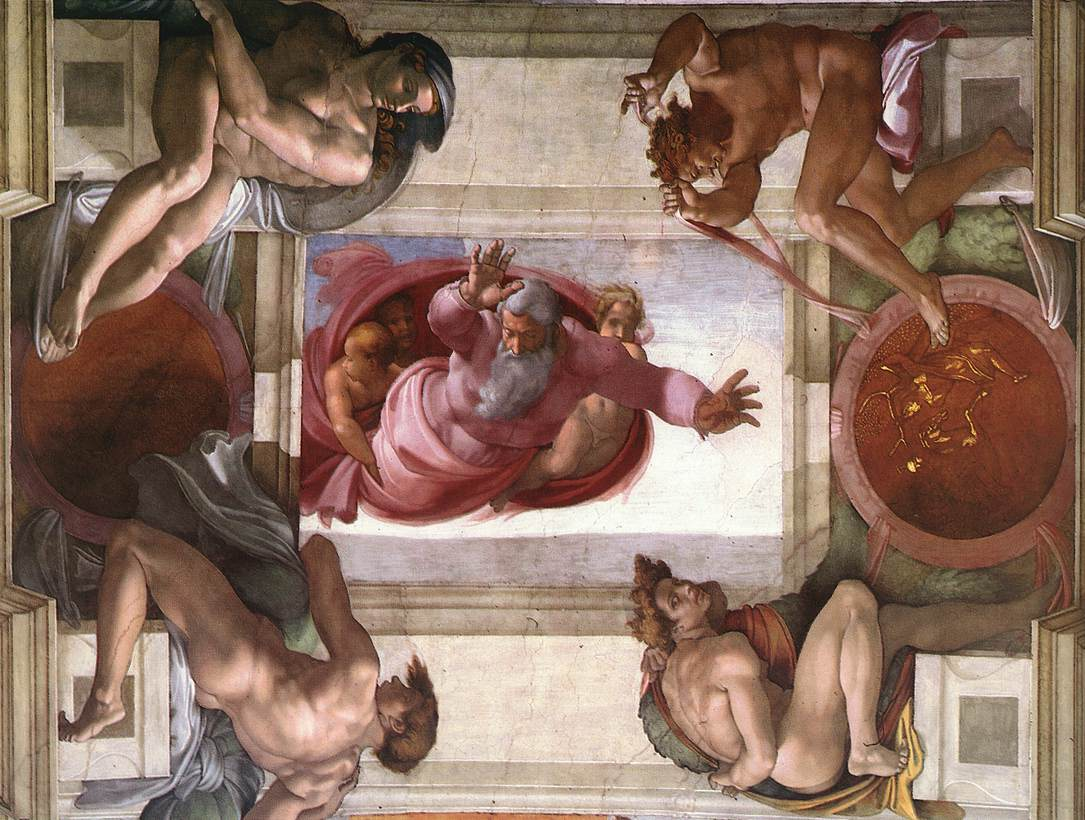
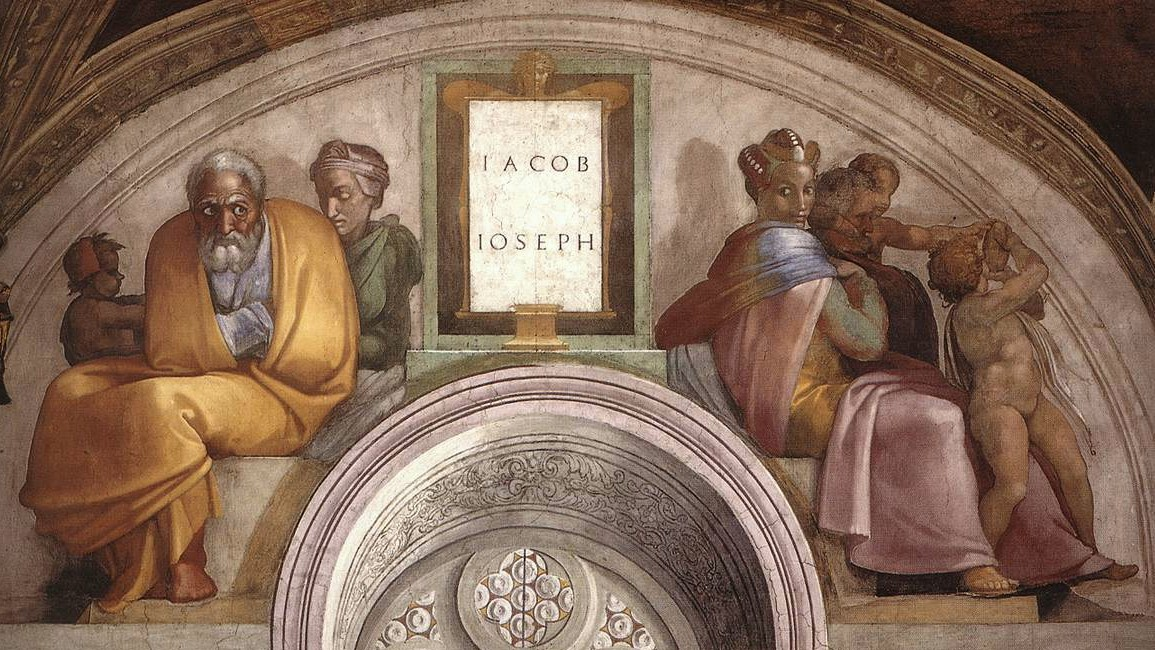
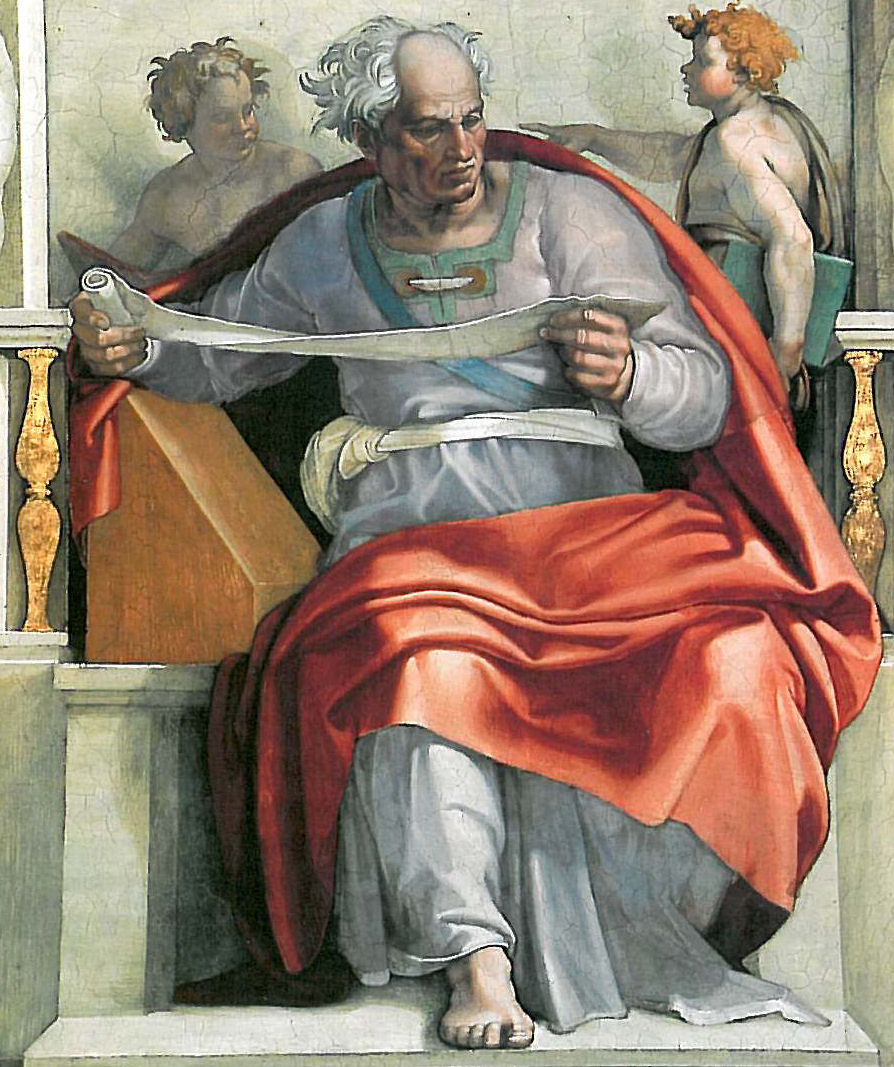
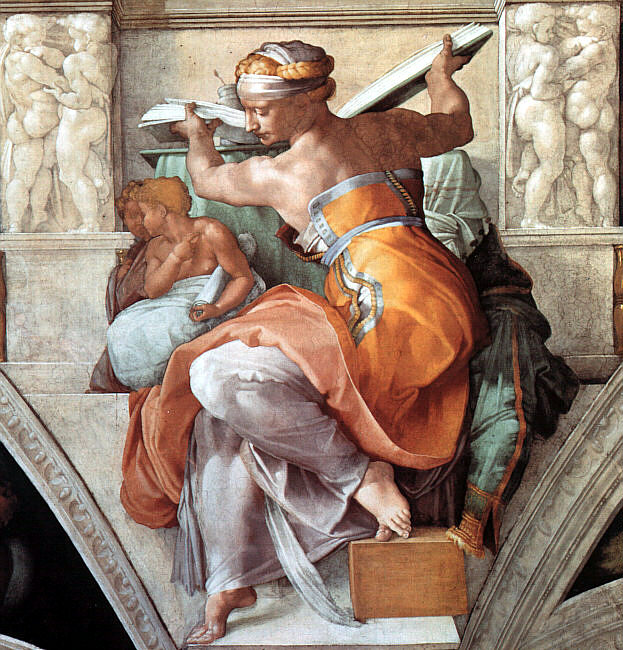
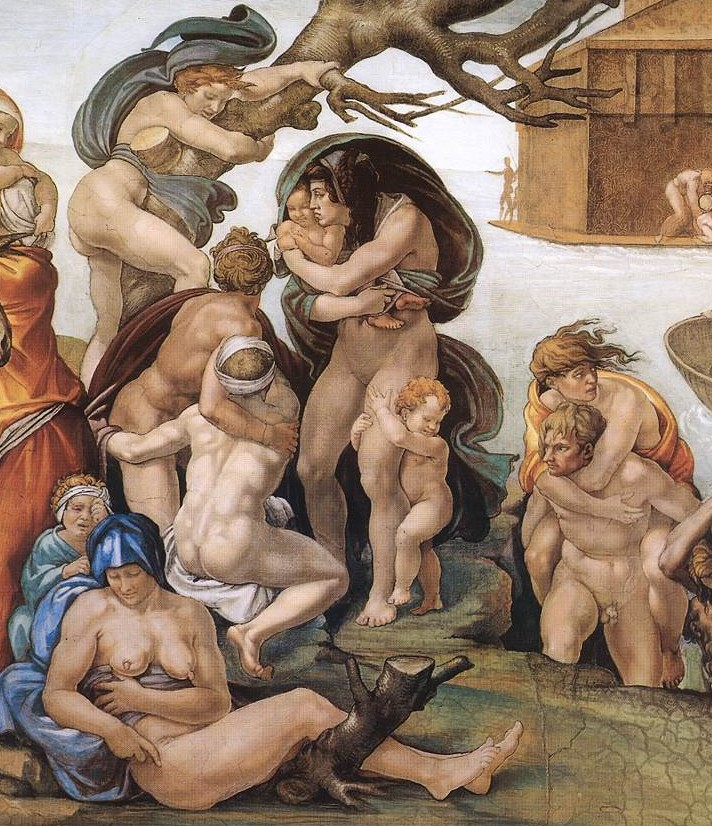
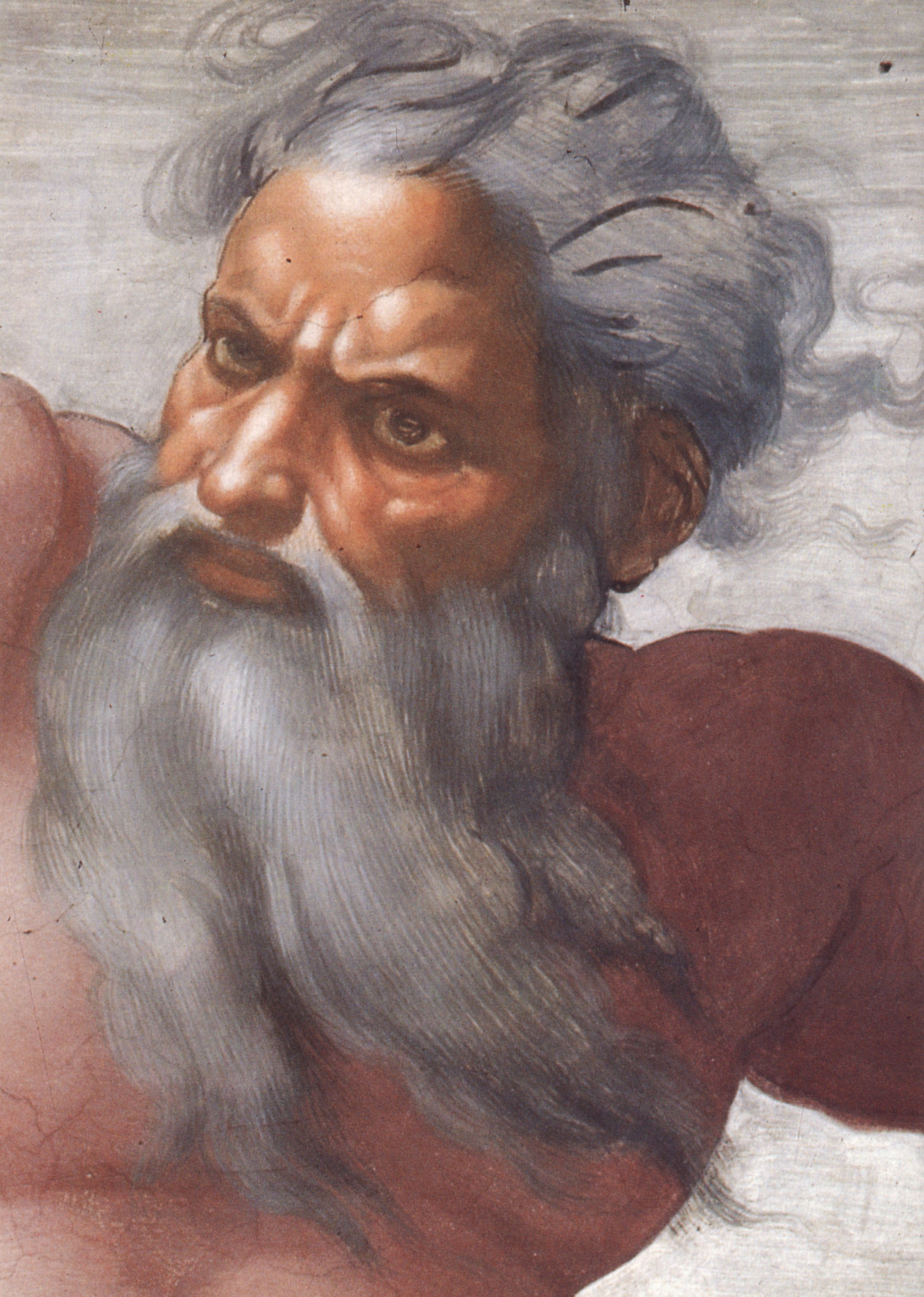
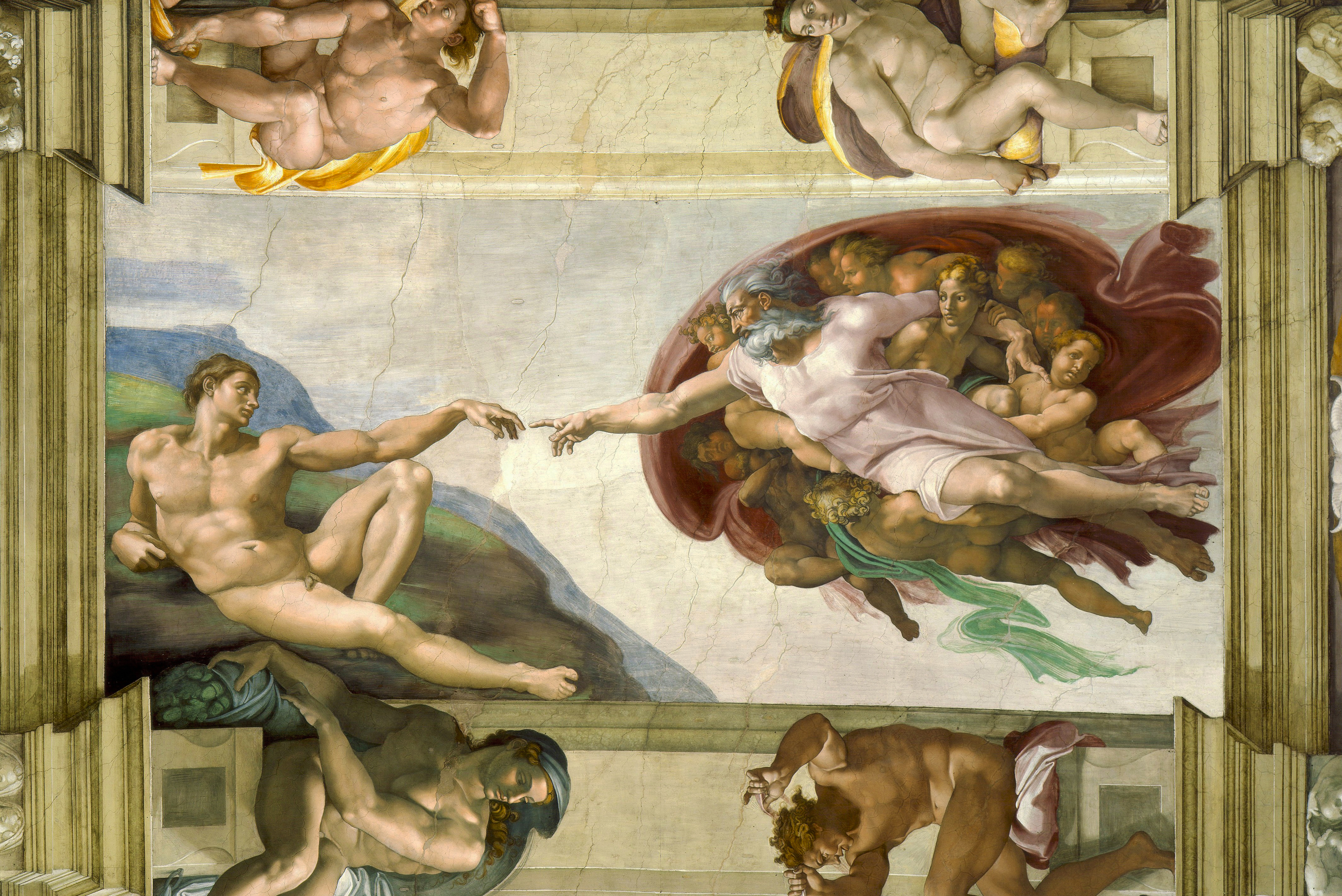
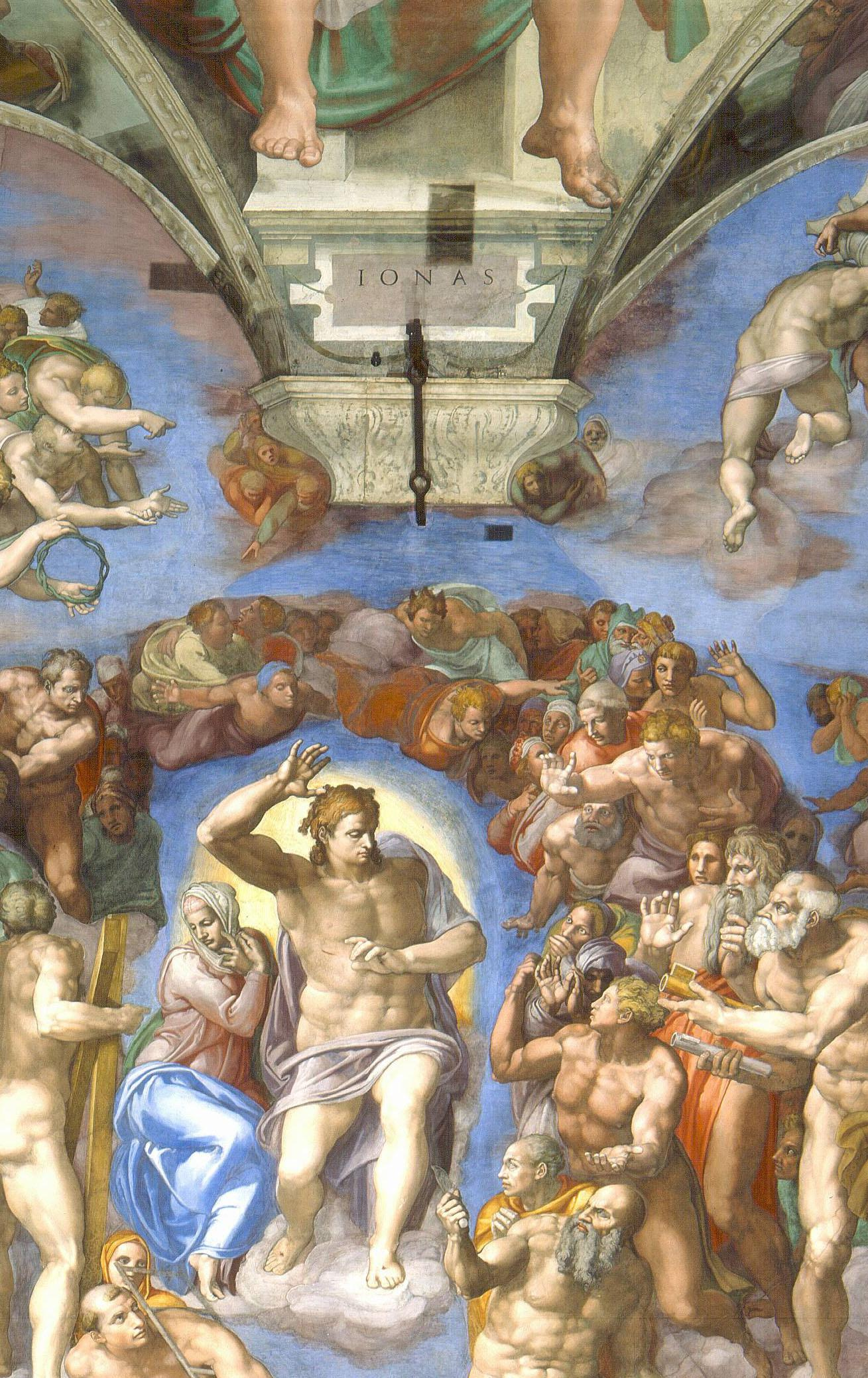